# Kaltes Feld mit Hornberg, Galgenberg und Eierberg
Kaltes Feld mit Hornberg, Galgenberg und Eierberg ist ein Naturschutzgebiet (NSG-Nummer 1.205) im Gebiet der Stadt Schwäbisch Gmünd und der Gemeinde Waldstetten im Ostalbkreis sowie der Gemeinde Lauterstein im Landkreis Göppingen in Baden-Württemberg. Mit Verordnung vom 23. Dezember 1994 hat das Regierungspräsidium Stuttgart das Gebiet unter Naturschutz gestellt.

## Lage
Das Kalte Feld ist eine südlich von Schwäbisch Gmünd und Waldstetten und nördlich von Lauterstein gelegene Hochfläche und mit 780,9 m ü. NHN die höchste Erhebung Ostwürttembergs. Südlich, vom Kalten Feld grenzt etwas abgesetzt der Galgenberg an. Die tief eingeschnittene Lauter trennt Galgenberg und Kaltes Feld von der Albhochfläche und lässt den Galgenberg von Süden als einen mächtigen Bergzug in Erscheinung treten. Der nordöstlich von Degenfeld gelegene Eierberg ist durch die obere Lauter vom Kalten Feld getrennt.
Das Naturschutzgebiet liegt im Naturraum 096 Albuch und Härtsfeld innerhalb der naturräumlichen Haupteinheit 09 – Schwäbische Alb. Es wird ergänzt durch das 2.869 Hektar große Landschaftsschutzgebiet Nr. 1.36.021 Kaltes Feld bis Rosenstein und ist Teil des 2.520 Hektar großen FFH-Gebiets Nr. 7224342 Albtrauf Donzdorf-Heubach.

## Schutzzweck
Schutzzweck ist die Erhaltung und Förderung einer äußerst vielfältigen Landschaft mit großflächigen Wacholderheiden, kleinen Heideflächen, naturnahen Waldflächen, Wiesen und Ackerflächen als einem ökologisch besonders hochwertigen Landschaftsraum sowie eines hochwertigen Biotopverbundes für wärme- und trockenheitsliebende Tier- und Pflanzenarten, der durch die Vernetzung von Wacholderheiden, Kalkmagerwiesen, Hecken und Waldsäumen geprägt ist. Außerdem sollen die Lebensräume einer Vielzahl von Tier- und Pflanzenarten und insbesondere einer großen Anzahl von bedrohten Arten und das besonders abwechslungsreiche, reizvolle und typische Landschaftsbild geschützt werden.